# Krakowiak

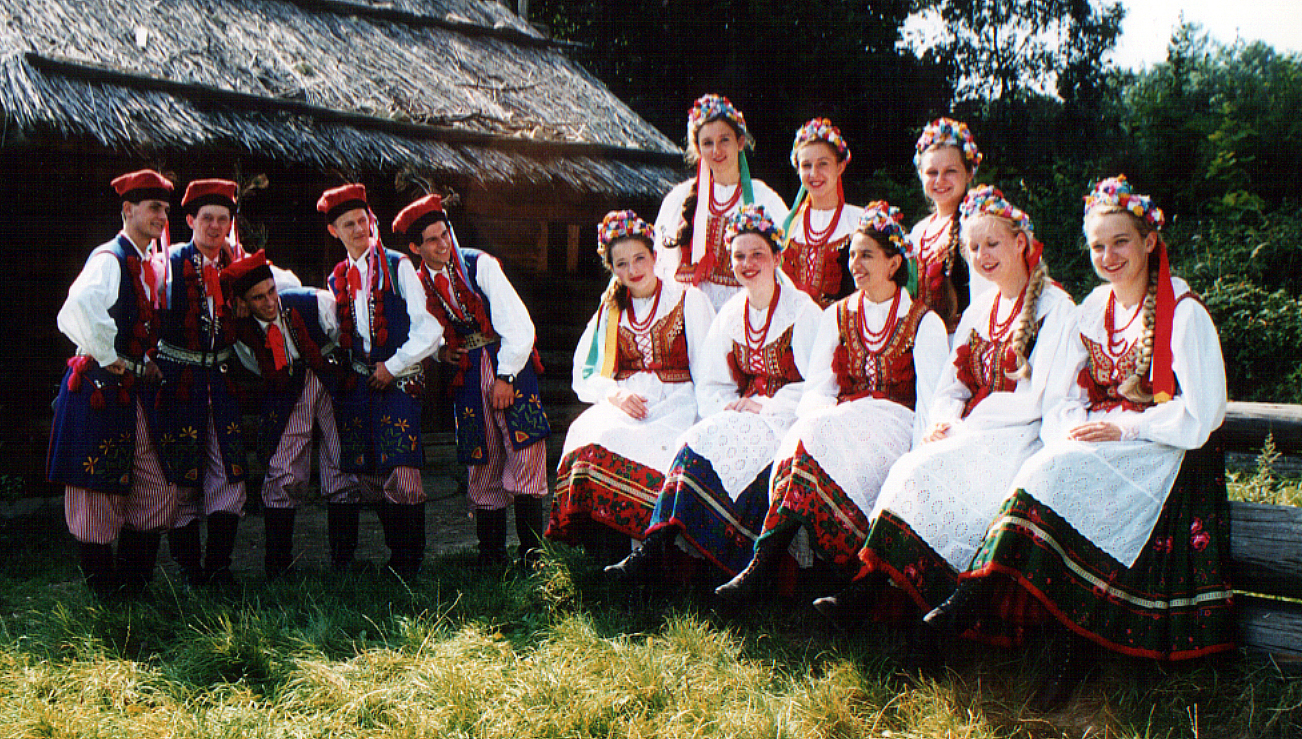
Danzatori di Krakowiak

Il Krakowiak o Cracoviana (anche Cracovienne in francese e Krakauer Tanz in tedesco) è una danza popolare polacca in 2/4 di carattere allegro con il ritmo sincopato.
Nato nelle regioni della Cracovia e della Piccola Polonia nel XVI-XVII secolo, il Krakowiak fu in parte modificato e introdotto nella musica classica da Chopin, Glinka, Paderewski ecc.
Molto particolari sono i viavaci costumi usati nella danza e i suoi movimenti.

## Storia

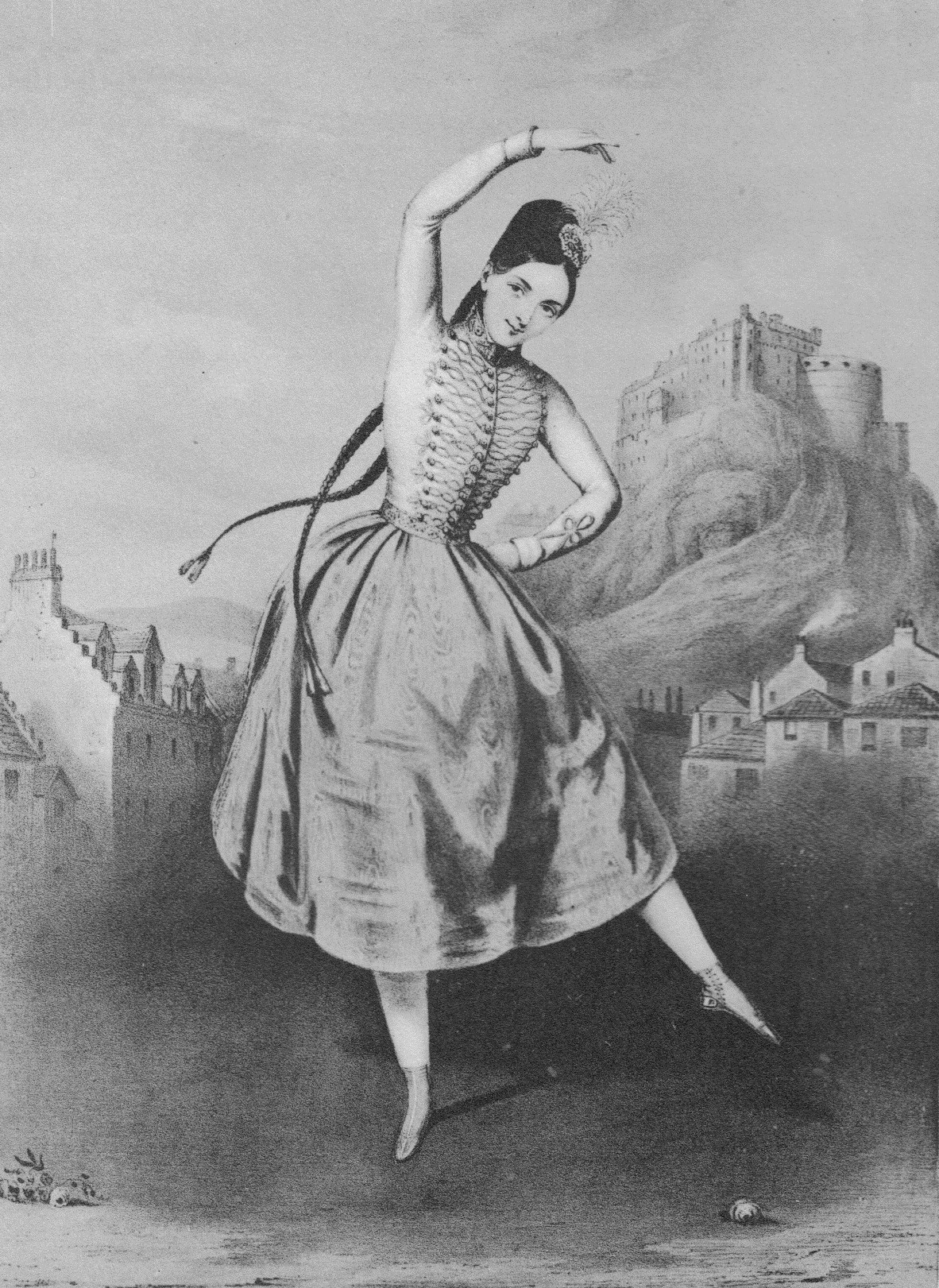
Fanny Elssler che balla il Krakowiak

Il Krakowiak risale al XVI-XVII secolo, quando fu inclusa nelle intavolature per organo e liuto, così come nei canzonieri, col nome di Chorea polnica e Polnish Tanz. Il nome Krakowiak comparve per la prima volta nel 1816 nell'album di musiche per pianoforte di Wincenty Franciszek Mirecki, in un brano intitolato Krakowiaks Offered to the Women of Poland.
Nella metà del XIX secolo, mentre la Polonia stava vivendo un periodo difficile, il Krakowiak, assieme alla Polonaise e alla Mazurca, divenne, per solidarietà nei confronti della Polonia, molto popolare nelle sale da ballo austriache e francesi. Sempre nel XIX secolo, molti compositori classici inserirono il Krakowiak nelle loro opere, modificandolo ampiamente, arrivando, delle volte, a trasformarlo in una composizione virtuosistica. Tra i compositori che usarono il Krakowiak abbiamo: Fryderyk Chopin, Krakowiak. Gran Rondò da concerto (op. 14 per pianoforte e orchestra, 1828); Mikhail Glinka, Życie za cara (opera lirica; 1834-1836); Ignacy Paderewski, Krakowiak fantastyczny (op.14 n.6); Karol Szymanowski, Krakowiak per pianoforte; Ludomir Różycki, Pan Twardowski (balletto; 1921); Maurycy Moszkowski, Krakowiak per pianoforte; William Wallace, La Cracovienne; Stanisław Moniuszko, Krakowiaczek na głos i fortepian; Aleksander Janta, 32 Cracoviennes, 4 songs Cracovian Maid e 5 Krakowiak; Zygmunt Noskowski; Henri Herz; Dobrzyńska; Asafjevas; Statkowski e altri compositori provenienti essenzialmente dall'Est Europa.
Contemporaneamente al suo spostamento nella sala da concerto, il Krakowiak perse la sua fama come danza popolare. Ma nonostante tutto il Krakowiak, inteso come ballo popolare, con le sue gaie e veloci melodie e i colorati costumi, ebbe in America molta popolarità, grazie anche al fatto che Fanny Elssler nel 1839, vestita con un costume simile a quello usato nel Krakowiak (stivali rossi, camicia blu, giacca bianca e berretto di velluto), danzò la Cracovienne presente nel balletto La Gypsy del coreografo francese Joseph Mazilier, riscuotendo un grande successo. Il Krakowiak è famoso anche in Israele, poiché molti ebrei polacchi l'hanno "esportato" in questo Paese.
Il Krakowiak con Mazurka, Oberek, Polonaise e Kujawiak, è una delle cinque danze nazionali polacche..

## Musica

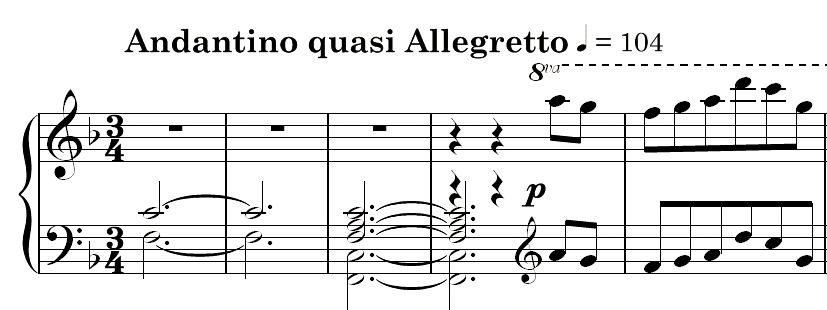
Inizio del Krakowiak. Gran Rondò da concerto op.14 di Chopin riadattato per pianoforte solo

Il Krakowiak è una danza veloce, dal ritmo pulsante, in misura 2/4 con frequente accentuazione dei tempi deboli e uso della sincope, caratteristiche che permettono di riconoscerlo abbastanza facilmente. Il Krakowiak, inoltre, ha le stesse caratteristiche melodiche e formali della Polka, a eccezione, ovviamente, della sincope.
Solitamente il ritmo del Krakowiak è composto dalla battuta sincopata croma-semiminima-croma oppure dalla battuta croma-semiminima puntata.. Questi modelli si alternano con la battuta di due crome seguita da una semiminima. Il Krakowiak può anche esser costituito da due battute, la prima formata da quattro crome e la seconda da una croma, semiminima con il segno dello sforzato (>), e una croma. Le melodie, poi, sono caratterizzate da una grande varietà di modelli, con l'aggiunta di note in più, ritmi puntati e passaggi basati su triadi.
Per quanto riguarda l'accento, esso può essere posto nel battere della seconda metà della prima battuta oppure sui tempi deboli.
Le frasi musicali del Krakowiak sono disposte simmetricamente a coppie di quattro battute, anche se i testi delle canzoni sono raggruppati in quattro versi di sei sillabe ciascuno. A livello ritmico, la frase musicale del Krakowiak, finisce soventemente con una prima battuta formata da quattro crome e una seconda da una croma e una semiminima puntata.
Il Krakowiak, infine, è solitamente formato da tre parti, qualche volta solo da due.

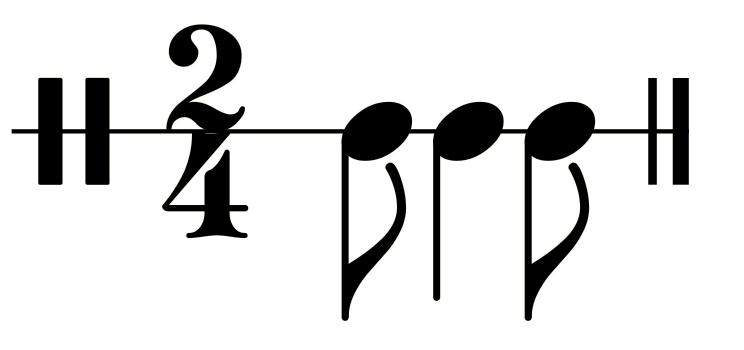
Ritmo del Krakowiak formato dal gruppo di note croma-semiminima-crome
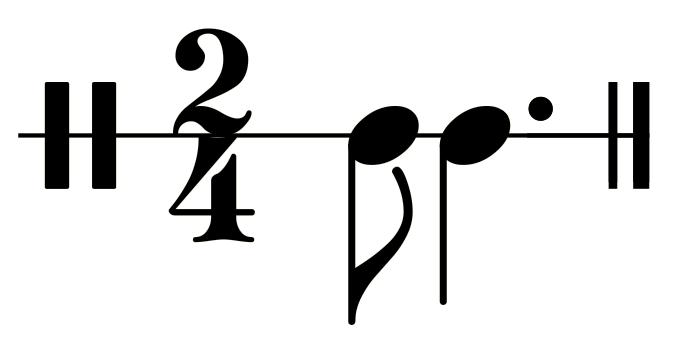
Ritmo del Krakowiak formato dal gruppo di note croma-semiminima puntata
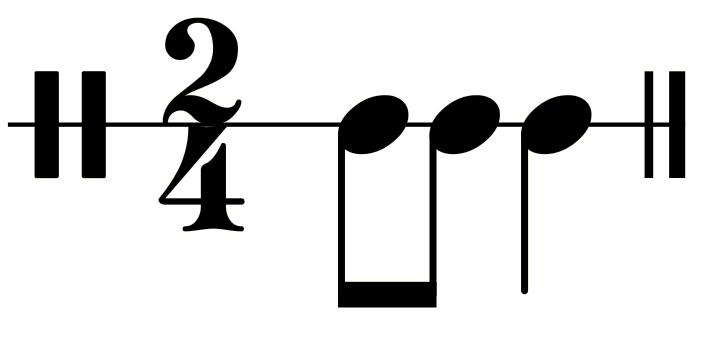
Rirmo del Krakowiak formato dal gruppo di note croma-croma-semiminima
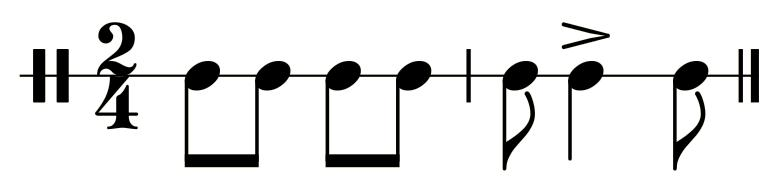
Ritmo del Krakowiak formato da 2 battute: la prima da quattro crome e la seconda dal gruppo croma-semiminima con lo sforzato-croma
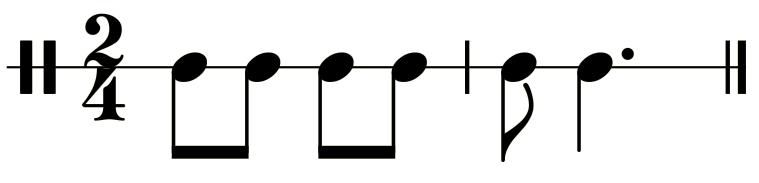
Ritmo delle due battute finali di una frase musicale in un Krakowiak

## Danza

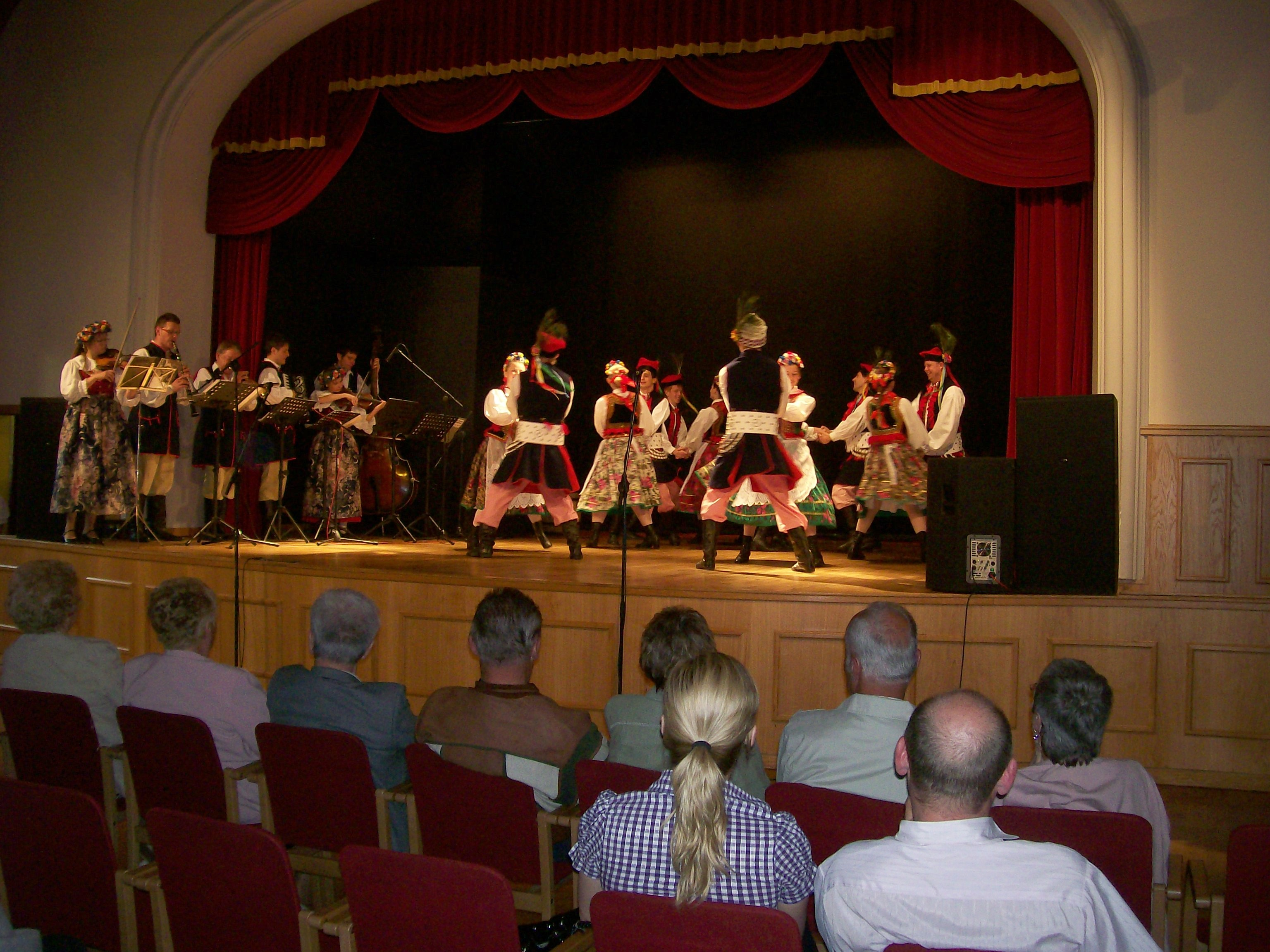
Danzatori di Krakowiak in uno spettacolo.

Il Krakowiak è ballato in coppie, tra le quali ce n'è una che fa da capo. Esattamente, la danza, più che essere diretta dalla prima coppia è diretta dall'uomo di questa. All'inizio della danza il compito di quest'uomo è di cantare la melodia sulla quale la danza si svilupperà. Dopo aver cantato la melodia, le altre coppie arrivano in file, comandate sempre dalla prima coppia, e formano un cerchio dopo il quale le coppie danzano liberamente, oppure fanno un'altra figura, ma sempre, ovviamente, seguendo l'esempio della prima coppia. Nonostante tutto, la danza segue comunque, più o meno, uno schema che è formato da una prima fase di invito, poi una corsa, il mescolamento delle coppie e il passaggio. I passi usati nel Krakowiak assomigliano molto ai movimenti del cavallo, un animale molto usato e "ammirato" in quel periodo in Polonia, ed essi sono per lo più fatti con movimenti di piede, salti, giri, camminate, gesti di braccia in gran parte posti sul levare (ovvero dove la musica pone l'accento). I passi più usati in questa danza sono: il galop (una veloce corsa formata da passi saltati), la hołubiec (salto durante il quale si fanno toccare i talloni in metallo degli stivali) e il krzesany (movimento di scorrimento dei piedi durante il quale essi vengono battuti a terra).
In origine i passi in cui si mostravano gli stivali erano per far notare la loro bellezza, così come i movimenti delle braccia venivano fatti per mostrare la bella e decorata manica del vestito.
Il Krakowiak include, inoltre una grande varietà di figure di gruppo: curve, cerchi, file, incroci, figura a stella ecc.
Esiste una variante di questa danza della zona di Nowy Sącz (sud-est della Polonia). Questa si chiama Krakowiaki Sadeckie ed è una danza per soli uomini. Si compone di una serie di brani ed è eseguita formando linee, o semi-cerchi.

## Costumi

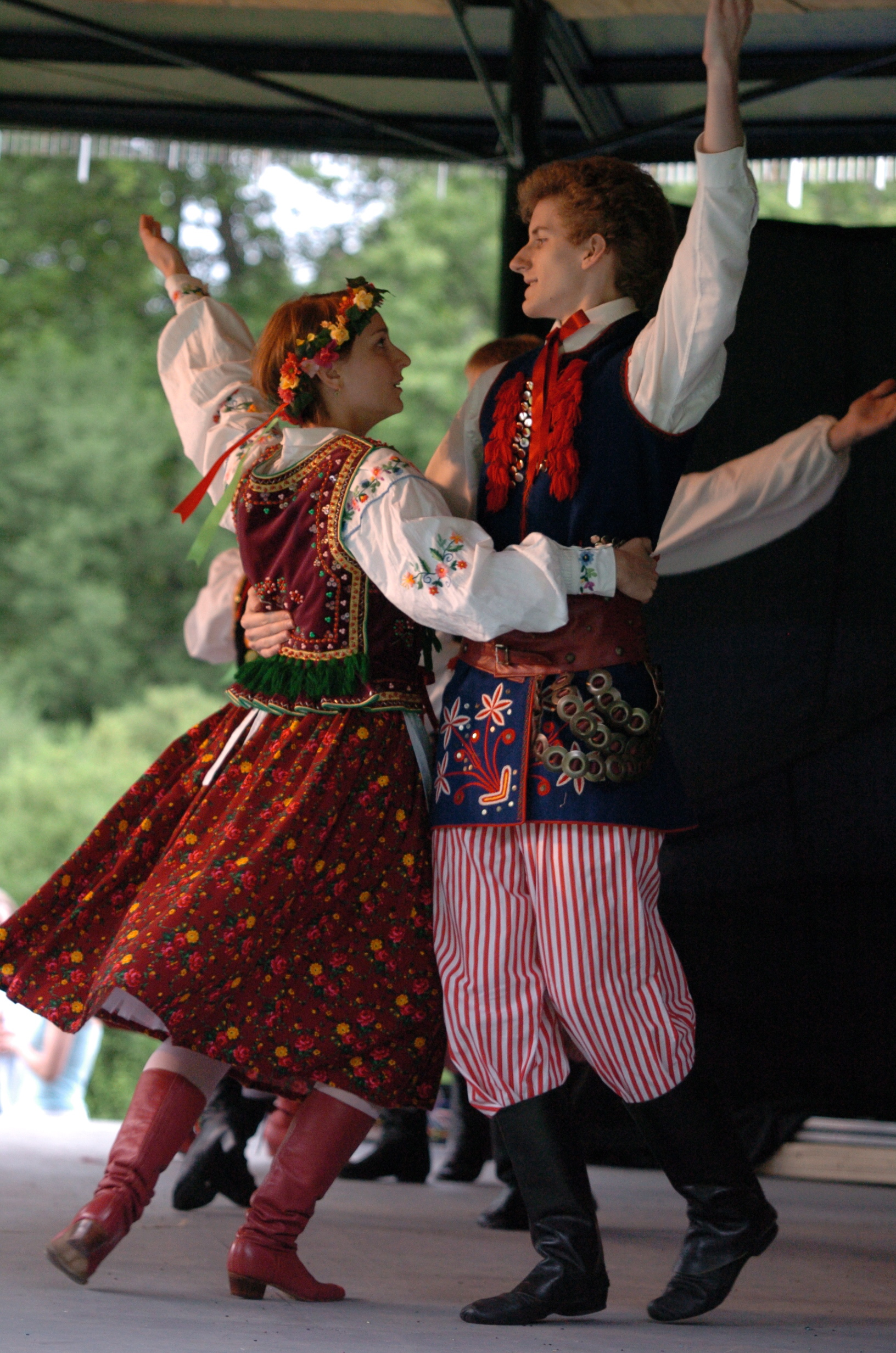
Danzatori di Krakowiak col suo tipico costume

Il costume usato per il Krakowiak è il Krakowski Stroj.
Per le donne esso è costituito da camicie bianche con le maniche ampie e collari decorati con pizzo, gilet colorati con paillettes e ricchi ricami. Nel vestito sono inoltre incluse stringhe con perle di corallo, gonne con disegni di fiori in parte coperti da grembiuli bianchi di pizzo. Per le ragazze, tra i capelli sono intrecciate ghirlande di fiori con nastri multicolori, mentre le donne mature tra i capelli si mettono dei fazzoletti fioriti. Inoltre indossano alti stivali rossi.
Gli uomini indossano camicie bianche e lunghi e scuri gilet ricamati. I pantaloni, infilati negli stivali, sono a sottili righe rosse e bianche. Gli stivali, generalmente, sono neri e possono avere il tacco di metallo per produrre suoni durante la danza. Tra i loro accessori caratteristici v'è inclusa una cintura con stringhe decorative e un cappello a quattro punte con delle piume di pavone.
I vivaci colori dei costumi possono in qualche ricordare la policromia stravagante del pavone.

## Curiosità
- Si dice che Stanisław Moniuszko, importante compositore polacco del periodo romantico, abbia scritto un Krakowiak che in realtà aveva composto un ragazzo di Cracovia.[10]
- Molte volte, all'inizio del Krakowiak vengono suonati degli squilli di tromba. Sembra che questi squilli vogliano ricordare la storia di un trombettista che ogni giorno a Cracovia con il suo strumento segnava le ore. Si dice che un giorno il trombettista, dopo aver visto in lontananza arrivare il grande esercito dei Tartari al galoppo verso la città, abbia suonato la tromba tantissime volte con forte urgenza così da poter avvertire e salvare la città. Improvvisamente il suono della tromba cessò: i Tartari avevano ucciso con una freccia il trombettista, ma nonostante questo, Cracovia fu lo stesso salvata.[13]
- Il Krakowiak in origine era danzata da soli uomini.
- Il Krakowiak veniva usato come danza di corteggiamento, e come ballo da farsi durante le feste di matrimonio.[14]